# ハラダハウス
ハラダハウス（英語: Harada House）は、アメリカ合衆国カリフォルニア州リバーサイドにある国定歴史建造物。

## 概要
1913年に制定されたカリフォルニア州外国人土地法において、市民権を持たない外国人は、土地や財産の所有権を認められなかった。そんな彼らは、同国で生まれたことから、アメリカ市民権を持つ我が子の名義を用い、財産を所有するケースが多かった。
日本人移民である原田重吉（はらだ じゅうきち）も、そうした法の抜け穴を利用して財産を所有し、新天地での基盤を築こうとした。だが、カリフォルニア州の政府や白人住民からは、自身の意向を否定する悪意に苦しめられ続けた。そのことに対抗すべく裁判で争い、勝訴した結果として、正式に一家による自宅の所有権を認められた。
上述のような経緯から、原田一家の自宅であった同邸宅は、現在のアメリカでは日系人公民権運動における最も象徴的な史跡として、周知されている。

## アメリカへの移住と家屋の購入
1880年代後半に愛知県に生まれた重吉は、日本での教師としての苦しい生活から脱却するべく、1905年に妻・けんや長男・正専（まさあつ）と共に、日本からアメリカ合衆国カリフォルニア州リバーサイドへ渡った。移住後の重吉は、窮屈な下宿屋の一室で家族と共に過ごしながら、下宿屋兼レストランの『ワシントン』を営むようになった。やがて夫妻は、子供たちを快適な環境で育てるべく、安全な住居を購入することを決意した。しかし、外国人土地法の影響で、アメリカの市民権を持たない一世は土地や家屋を所有できない、という壁にぶつかることとなった。それでも、1915年12月に重吉は同地で生まれたことからアメリカ国籍を持つ二世である3人の子供たち、みね・すみ・吉之（よしぞう）の名義で、普段通っている教会と学校にほど近いレモン通り3356番地に、自宅となる家屋を1,500ドルで購入した。

## 近隣住民との衝突と訴訟
しかし、大部分が白人を占める近隣住民たちは、原田一家に対して土地や家屋を放棄させるべく、圧力をかけるようになった。また、州政府も外国人土地法は市民権を持つ子供たちにも適用されると主張した。最終的に、住民側の代理弁護士からは退去することと引き換えに、原田家へ1,900ドルの立ち退き料を支払うことを提案された。それでも重吉は、「私は売らない。殺されても、海に投げ込まれたとしても、家は絶対に売らない」と主張し、1916年10月に州法務局とリバーサイド郡上級裁判所に訴訟を起こした。同年12月より後に『カリフォルニア州住民対原田重吉事件』と呼ばれることとなる裁判の審理が始まった。
同訴訟において問われることとなったのは、アメリカで生まれたことから、市民権を持つ二世の子供たちに財産を保有する権利の是非と、外国人土地法と合衆国憲法の整合性であった。公聴会では、日米紳士協約の内容をはじめとする日本とアメリカの海外におけるパワーバランスが焦点となり、1917年には国際的な注目を集めることとなった。
1918年秋の判決言い渡しにあたり、ヒュー・クレイグ判事は市民権を持たない外国人に土地を所有する権利は認められない、として外国人土地法そのものは支持する見解を示した。一方、合衆国憲法修正第14条を基に、「子供たちはアメリカ人であり、やや謙虚な立場にあるが、それでもアメリカの土地法で平等に保護される権利がある」「彼らの親が何者であれ、アメリカ市民の政治的権利は同じである」と述べ、重吉の主張を認めるとの判断を下し、住民側と州政府も上訴しないことを表明した。

## 強制収容と財産保全
1941年12月7日の真珠湾攻撃に伴う太平洋戦争開戦にあたり、フランクリン・ルーズベルト大統領は大統領令9066号を発令した。そのため、原田一家も1942年5月23日に強制収容所へ送致されることとなり、重吉とけんは後にユタ州のトパーズ戦争移住センターで亡くなった。それでも、原田一家のアメリカに対する忠誠心は揺らがず、アメリカ国籍を持つ家族のうち、吉之とハロルドは第442連隊戦闘団に志願し、ヨーロッパ戦線に従軍した。
自宅を離れるにあたり、原田一家は全財産を白人の友人であるジェス・ステイブラーに託すことを決めた。ステイブラーも、終戦まで一家との約束を守り通した。このことから、次女・すみは帰るべき家を失った多くの日系人たちを、新居が見つかるまで自宅に居候させた。その後も、すみは戦後の53年間をレモン通りで暮らし、両親が遺した自宅家屋を護り続けた。

## 国定歴史建造物指定と市への寄贈
1970年代初頭から、当時カリフォルニア大学の大学院生だったマーク・ラヴィチは、原田一家の足跡を調査し始めた。膨大な量の家族に関する記録を残していたすみと協力し、リバーサイド市にハラダハウスの学術的価値の高さを訴えた。このことが功を奏し、1977年9月15日に、市当局は同家屋を市の公式ランドマークに指定した。
すみは1991年に国立公園局より、同家屋がアメリカにとって歴史的価値があると認定されたことから、1990年12月14日に国定歴史建造物として指定されていた、という旨の通知を受けた。
2000年にすみが逝去してからは、ハロルドへ所有権が譲渡された。しかし、ハロルドも2003年に亡くなったことから、翌2004年に同家屋、2005年には所蔵していた家族の遺品が、リバーサイド博物館による管理下で、リバーサイド市へ寄贈されることとなった。

## 維持の危機と修復の試み
しかし、ハラダハウスは市へ寄贈された時点で、水の浸透やシロアリの食害を受けた構造梁、そして永年にわたって延期され続けたメンテナンスの杜撰さなどから、崩壊の危機にあった。そのため、リバーサイド博物館は2020年までに100万ドルの費用をかけ、家屋の基礎、石膏、煙突をある程度まで修復する緊急安定化作業を実施した。
リバーサイド博物館は2019年より、650万ドルの資金調達を目標に定めた、ハラダハウス修復費用キャンペーンを開始した。連邦政府からの50万ドルの助成金により、構造物の基礎の再構築や主要な構造要素の修復など、修復の第一段階を開始できる見通しが立った。また、保管されている年代物の家具や調度品の多くを復活させることも目標としている。しかし、2020年末の時点での資金の調達率は、13.29%に止まっている。
2020年9月24日にハラダハウスは、合衆国歴史保護ナショナル・トラストにより、2020年版アメリカ絶滅危機史跡の一つに指定された。